# Robert De Niro, Sr.
Robert Henry De Niro (17 de janeiro de 1922 - 3 de maio de 1993) foi um pintor expressionista abstrato americano e pai do ator Robert De Niro.